# Don’t Stop (Color on the Walls)
«Don’t Stop (Color on the Walls)» — песня американской инди-поп-группы Foster the People из их дебютного студийного альбома Torches. Она была написана фронтменом группы Марком Фостером и выпущена четвёртым синглом из альбома 10 января 2012 года. «Don’t Stop (Color on the Walls)» использовалась в телевизионных рекламных роликах Nissan Versa. Песня также использовалась в качестве музыкальной темы в видеоигре Forza Horizon, а также прозвучала в трейлерах к мультфильму «Турбо». Песня написана о том, что бы делали четырёхлетние дети, если бы они управляли миром.

## Участники записи
- Марк Фостер — вокал, гитара, синтезатор, перкуссия, музыкальное программирование
- Кабби Финк — бас-гитара
- Марк Понтиус — ударные

## Хит-парады
| Хит-парад (2011-12)                          | Лучшая позиция |
| -------------------------------------------- | -------------- |
| Бельгия/Валлония (Ultratip Bubbling Under)   | 28             |
| Канада (Billboard Canadian Hot 100)          | 56             |
| Канада (Billboard Rock)                      | 13             |
| Словакия (Rádio — Top 100)                   | 47             |
| США (Billboard Hot 100)                      | 86             |
| США (Billboard Adult Alternative Songs)      | 6              |
| США (Billboard Adult Pop Airplay)            | 17             |
| США (Billboard Alternative Airplay)          | 5              |
| США (Billboard Dance Club Songs)             | 10             |
| США (Billboard Hot Rock & Alternative Songs) | 8              |
| США (Billboard Pop Airplay)                  | 34             |

| Хит-парад (2012)     | Лучшая позиция |
| -------------------- | -------------- |
| US Rock Songs        | 27             |
| US Alternative Songs | 19             |

## Сертификация
| Регион | Сертификация | Продажи  |
| --- | ------------ | -------- |
| Канада (Music Canada) | Золотой      | 40 000*  |
| США (RIAA) | Золотой      | 500 000^ |
| * Данные о продажах приведены только на основе сертификации. ^ Данные о тиражах приведены только на основе сертификации. |              |          |

## История выпуска
| Страна            | Дата           | Формат               |
| ----------------- | -------------- | -------------------- |
| Соединённые Штаты | 10 января 2012 | Альтернативное радио |
| Великобритания    | 23 апреля 2012 | Цифровая дистрибуция |